# Coline Ballet-Baz
Pour les articles homonymes, voir Ballet (homonymie) et Baz.
Coline Ballet-Baz, née le 12 juin 1992 à Fontaine-lès-Dijon, est une skieuse acrobatique française. 

## Biographie
Titulaire d'un Bac ES, elle intègre Sciences Po Grenoble ; elle en sort diplômée d'un Master en 2015.
Elle obtient son premier podium en Coupe du monde le 28 janvier 2017 à Seiser Alm avec une deuxième place en slopestyle. Elle termine d'ailleurs troisième du classement général de ski slopestyle de la Coupe du monde de ski acrobatique 2016-2017.
Elle remporte sa première (et unique) épreuve de Coupe du monde le 18 novembre 2017 à Milan en Big Air. Candidate à une sélection pour les jeux olympiques de Pyeongchang elle se blesse gravement en décembre 2017 (rupture des ligaments croisés du genou gauche) et doit y renoncer
À la fin de la saison 2018-2019 elle annonce qu'elle arrête la compétition à l'âge de vingt-sept ans, pour se consacrer aux vidéos dans les disciplines du backcountry et du freeride,.